# Letiště Wick
Letiště Wick (anglicky: Wick Airport; IATA: WIC, ICAO: EGPC) je místní letiště situované u skotského města Wick, na severu Highlands, zajišťující obsluhu této oblasti. Letiště vlastní společnost Highlands and Islands Airports Limited. Letiště slouží zároveň jako heliport, hlavně pro dopravní obsluhu naftových plošin v Severním moři.

## Letecké společnosti a linky
- British Airways
  - služby pro BA zajišťuje společnost Logan Air (Edinburgh, Kirkwall)
- Eastern Airways (Aberdeen)